# Abbots Langley
Koordinaten: 51° 42′ N, 0° 24′ W
Abbots Langley ist ein Dorf in der englischen Grafschaft Hertfordshire und liegt in der Nähe von St Albans zwischen Watford und Hemel Hempstead an der M25. Lange Zeit gehörte der Ort zu Watford und war Teil des Rural District dieser Stadt. Seit 1974 gehört die Gemeinde zum Three Rivers (District).

## Geschichte
Der Normanne Paul de Caen gründete dieses Dorf. Es wird erstmals unter dem Namen Langelai im  Domesday Book erwähnt. 

## Sehenswertes
Die Methodist Church wurde im Jahre 1154 erbaut und 1974 renoviert.

## Persönlichkeiten
Nicholas Breakspear wurde 1100 in Abbots Langley geboren. Als Hadrian IV. wurde er 1154 zum bisher einzigen englischen Papst gewählt. Der Archäologe John Evans (1823–1908) wurde hier begraben. Der englische Fußballstar Manuel Almunia wohnt hier in einem Anwesen, in dem es spuken soll. Der Gartengestalter Tom Stuart-Smith lebt auf dem Gut Serge Hill in einer umgebauten Scheuer mit ausgedehnter Gartenanlage.

## Wirtschaft
Im Süden des Ortes haben sich die Leavesden Film Studios auf einem ehemaligen Flugplatz angesiedelt. Hier wurden unter anderem Szenen zu James-Bond-Filmen, Sleepy Hollow und Harry Potter gedreht.